# Solčianky
Solčianky és un municipi del districte de Topoľčany de la regió de Nitra, Eslovàquia. L'any 2011 tenia 269 habitants. La primera menció escrita de la vila es remunta al 1113.

## Demografia
| Godina             | 1994 | 2004    | 2014   | 2024   |
| ------------------ | ---- | ------- | ------ | ------ |
| Nombre de persones | 298  | 258     | 269    | 271    |
| Diferència         |      | −13,42% | +4,26% | +0,74% |

| Godina             | 2023 | 2024   |
| ------------------ | ---- | ------ |
| Nombre de persones | 265  | 271    |
| Diferència         |      | +2,26% |